# Zady (Żeszczynka)
Zady – część wsi Żeszczynka w Polsce, położona w województwie lubelskim, w powiecie bialskim, w gminie Sosnówka.
W latach 1975–1998 Zady administracyjnie należały do województwa bialskopodlaskiego.
Wierni Kościoła rzymskokatolickiego należą do parafii Podwyższenia Krzyża Świętego.